# Žena s váhami

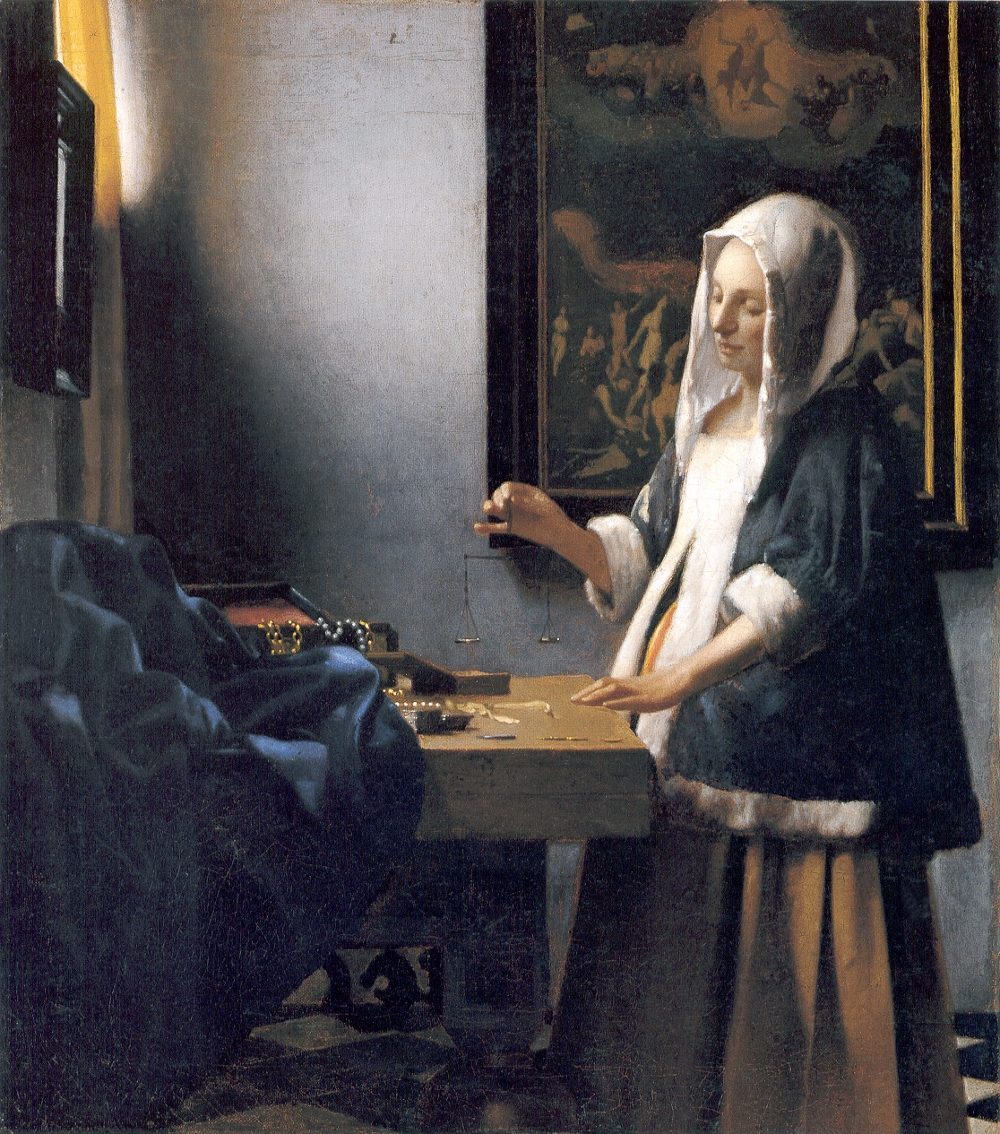
Jan Vermeer, Žena vážící perly, 1662-1665

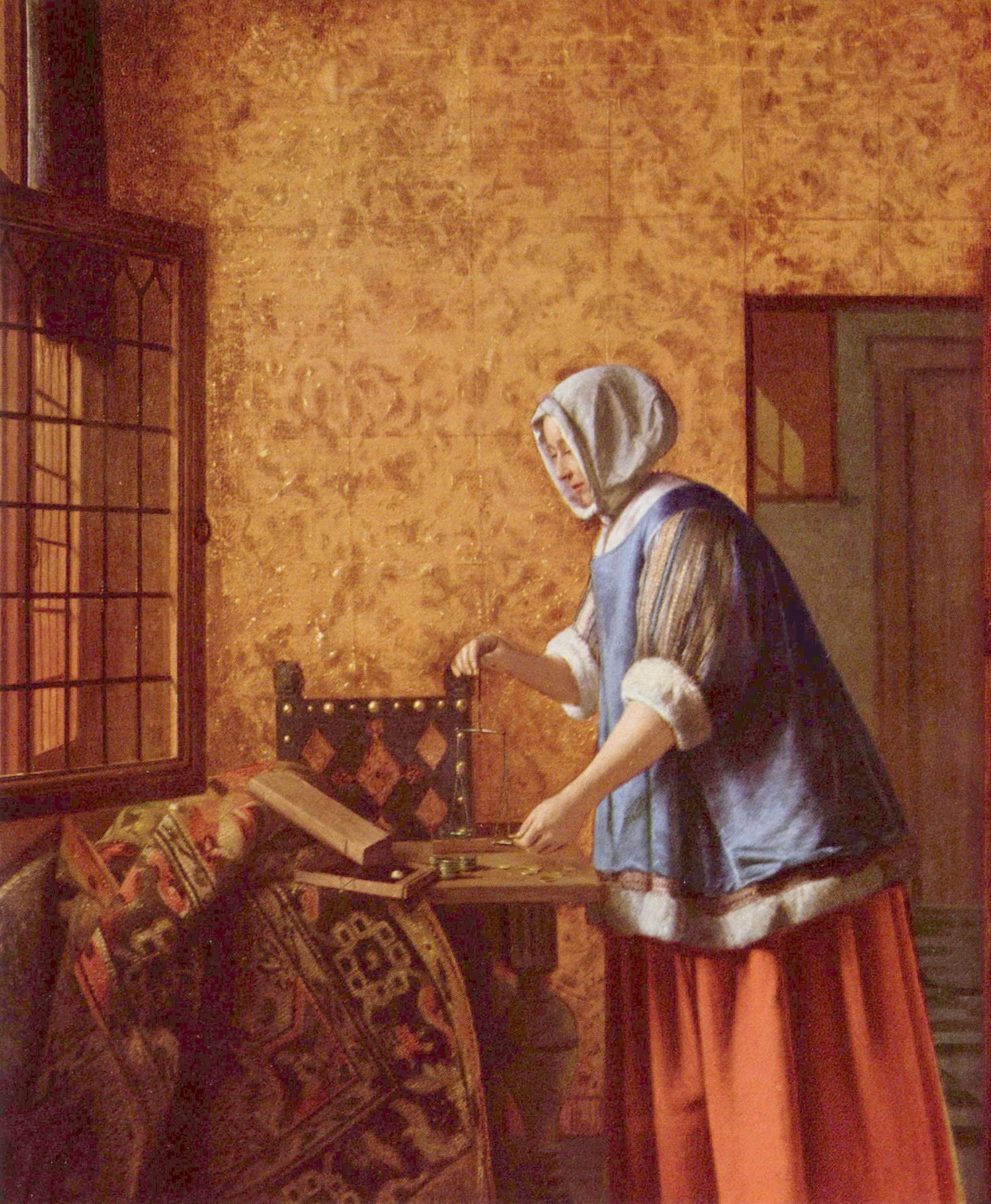
Pieter de Hooch, Vážící zlato, cca 1664

Žena s váhami, též Žena vážící perly (nizozemsky Vrouw met weegschaal) je obraz Jana Vermeera datovaný do let 1662–1665. Obraz, vystavovaný v National Gallery of Art ve Washingtonu, není signován.

## Popis
Na obraze (olej na plátně, výška 42,5 cm, šířka 35 cm) je vyobrazen interiér, v němž u stolu stojí žena. Z levé strany z okna na ni padá světlo přitlumené žlutým závěsem, zbytek obrazu zůstává v šeru. Na stole s odhrnutým modrým ubrusem se nacházejí krabičky a šňůry perel a velká stříbrná a několik malých zlatých mincí, na šedivé zadní stěně je zavěšen obraz s výjevem Posledního soudu ve vlámském stylu, na stěně proti ženě zrcadlo.
Žena (identifikovaná jako Vermeerova manželka Kateřina) vypadá jako těhotná, ale je možné, že je to způsobeno typem oděvu – širokou nařasenou sukní a tehdy módním volným kabátkem tmavomodré barvy. Hlavu má pokrytou bílou rouškou, levou rukou se lehce opírá o desku stolu a v pravé ruce drží vážky, jejichž misky jsou ideálně vyvážené. Ruka s vážkami je situována přesně do středu obrazu, přesto však díky proudu jasného světla je pozornost diváka upřena na klidný a soustředěný obličej ženy

## Interpretace
Obraz bývá vykládán různými způsoby. Na alegorii ukazuje obraz Posledního soudu, zavěšený na stěně za zády ženy. Tak lze ve výjevu najít dvě dimenze: věčnou, v níž Ježíš Kristus hodnotí a soudí lidské činy a váží dobro a zlo, a pozemskou, kde jsou váženy perly, symbol marnosti (Vanitas) a pýchy. Někteří badatelé poukazují na analogii mezi ženou s vážkami a Pannou Marií.
Obecně se má za to, že žena váží perly, avšak zkoumání obrazu pod mikroskopem ukázalo, že misky vah jsou prázdné. Arthur K. Wheelock, znalec Vermeerova díla, vyslovil názor, že žena neváží cennosti, ale činy, a podle hlavního poselství díla se má člověk ve svém životě řídit střídmostí a vyvážeností svých činů.
Motiv ženy s vážkami se objevil v holandském umění již dříve, několikrát např. u Leonaerta Bramera a také u Pietera de Hoocha (Vážící zlato, cca 1664). Ani Vermeerův, ani Hoochův obraz s touto tematikou nejsou datovány, Albert Blankert nicméně připouští, že Vermeer se při vzniku svého obrazu inspiroval dílem Hoochovým.